# Black Cube
Black Cube é uma agência de inteligencia privada com filiais em Londres, Madrid e Tel Aviv. A empresa foi fundada em 2010 por dois ex-agentes de inteligência israelense Dan Zorella e Avi Yanus. Entre os empregados da empresa estão ex-membros das unidades de inteligência do Exército Israelense, incluindo Aman, Mossad e Shin Bet, além de advogados e especialístas em finanças.     
A principal atividade da Black Cube é em prover serviços de suporte para litígio, o qual inclui serviços de inteligência, como coleta de evidências e assessoria em casos multi-jurisdicionais e de colarinho branco, rastreamento de ativos incluindo crypto moedas.
A principal especialização da Black Cube é no uso de HUMINT (Human inteligence - Inteligência humana) o qual se provou eficaz na exposição de fraudes, subornos, lavagem de dinheiro e corrupção. Um dos casos famosos da empresa foi o descobrimento de um esquema de corrupção no alto escalão do sistemas judiciários da Itália e do Panamá. 
A Black Cube também possui uma divisão responsável pelo rastreamento de ativos e localização de ativos ocultos, como por exemplo o caso de Motti Zisser e Eliezer Fishman os quais haviam decretado falência ao mesmo tempo em que haviam escondido ativos avaliados em bilhões de euros.  

## Projetos notáveis
Black Cube surgiu em 2011, e neste mesmo ano forneceu serviços de inteligência para Vicent Tchenguiz em inúmeros casos, entre eles, seu conflito com o Escritório de fraudes graves do Reino Unido (UK Serious Fraud Office), seguido da sua prisão como parte da investigação sobre o colapso do banco Islandês Kaupthing. Black Cube analisou uma rede de relacionamentos acerca do colapso do banco, e ajudou a construir um caso bem sucedido para prisões e mandados de busca, fazendo com que o juiz declare as ações da SFO como ilegais em 2013. Como consequência, a SFO foi condenada pelo tribunal a pagar mais de 3 milhões de Libras esterlinas para Tchenguiz em 2014 e pedir desculpas formalmente.
Em 2015, Black Cube auxiliou o empresário taiwanês Nobu Su, proprietário da empresa de navegação TMT, em seus esforços para obter permissão para recorrer de um julgamento 2014 que terminou a favor da empresa Lakatamia Shipping em que Su foi considerado pessoalmente culpado pelo montante de quase 47 milhões de dólares. Black Cube forneceu inteligência para a assessoria legal de Su, mostrando que 20% do montante a ser pago teve como causa uma empresa chamada Slagen Shipping, que tinha cessado as operações no momento do estabelecimento da reivindicação, tornando-a assim incapaz de atuar como requerente. Tal informação de inteligência, reduziu significativamente a quantia do julgamento, e fez com que a apelação fosse concedida.
Em 2016, Black Cube esteve envolvido em expor suborno e corrupção em uma série de arbitragens italianas entre AmTrust Financial e um italiano denominado Antonio Soma totalizando 2 Bilhões de Euros. Soma admitiu aos agentes secretos da empresa que ele controlava os painéis de arbitragem, e que ele tinha um acordo para pagar ao Presidente do painel de arbitragem 10% da quantia final do julgamento. Após as descobertas da Black Cube, o árbitro foi demitido e em julho de 2016, os dois lados chegaram a um acordo sobre o total de 60 milhões euros em vez da reivindicação inicial de 2 bilhões de euros.
Na Romênia, dois funcionários israelenses da Black Cube foram presos em 2016 por supostamente intimidar a promotora de combate à corrupção Laura Kosevi. Em resposta, a Black Cube disse que seus serviços foram contratados por agências do governo para investigar alegações de supostos atos de corrupção no governo romeno. A Black Cube também negou que seus funcionários tivessem violado as leis locais, sustentando que as acusações contra ela eram infundadas. Segundo um oficial diplomático israelense, o incidente não prejudicou as relações bilaterais entre Israel e a Romênia.
Em 2016, Alstom E Afcon contratou serviços Black Cube, a fim de auxiliá-los com a sua disputa contra o resultado da oferta de compra da empresa eletrificação Israel Railways, o qual a empresa espanhola SEMI venceu. Black Cube apresentou gravações de funcionários da ferrovia de Israel discutindo problemas que ocorreram na licitação. Com base nessas evidências, em janeiro de 2018, o tribunal superior de Israel emitiu um acordo de compromisso no qual o trabalho na ferrovia seria dividido entre as três empresas e que o trabalho dos clientes da Black Cube seria fixado em 580 milhões de shekels, depois que eles originalmente perderam a oferta.
Em novembro de 2017, Ronan Farrow relatou no The New Yorker que o executivo de cinema Harvey Weinstein contratou o Black Cube para investigar quem estava por trás da campanha negativa contra ele. De acordo com a imprensa, a Black Cube criou um complexo operacional para coletar informações e antecipar qualquer queixa contra Weinstein. Seus agentes conheceram repórteres e atrizes, particularmente com Rose McGowan, que estava escrevendo um livro sobre suas experiências com o produtor. Conforme publicado no Daily Mail, o objetivo do contrato com a Black Cube era provar que Weinstein foi alvo de uma campanha negativa e descobrir quem estava por trás dela.
Especializada em rastreamento de ativos e análise de empresas e trusts offshore, Black Cube foi contratada pelo banco israelense Hapoalim para rastrear os ativos de Motti Zisser, que deixou uma dívida alta com o banco. Black Cube forneceu informações sobre muitos ativos na Europa que foram transferidos de Zisser para seu filho David através de uma sofisticada rede de empresas-fantasma. Redes de hotéis em Bruxelas, um hotéis e um bairro de shopping centers em Amsterdã, apartamentos em Estrasburgo e uma empresa em Hong Kong foram descobertos, entre outros. Como resultado das informações coletadas pela Black Cube, o Banco Hapoalim recebeu uma liminar que congela todas as empresas da Família Zisser. No final do processo legal, as duas partes chegaram a um acordo em fevereiro de 2018, segundo o qual os herdeiros de Zisser pagariam quase 95 milhões de shekels israelenses ao Banco Hapoalim.
Em maio de 2018, Black Cube foi acusado de usar identidades falsas para buscar informações prejudiciais sobre ex-funcionários do governo Obama e ajudar o governo Trump a minar o acordo nuclear com o Irã. Black Cube respondeu afirmando que não tem relação com a administração Trump, com assessores de Trump ou com o acordo nuclear com o Irã.  Em outubro de 2018, o jornal Haaretz revelou que as atividades da Black Cube tinham como objetivo rastrear as transferências de fundos e ativos iranianos para confiscar as mesmas, seguindo as decisões judiciais dos EUA contra o Irã em favor de vítimas de ataques terroristas. Além disso, foi publicado que o objetivo da coleta de informações era traçar ativos iranianos desconhecidos e revelar a colaboração do governo Obama com o Irã, violando as leis americanas ou internacionais, a fim de encontrar outras possíveis partes para processar tais bancos.
No mesmo ano, foi reportado que a Black Cube expôs os ativos ocultos de Eliezer Fishman, avaliados em cerca de 100 milhões de euros. Fishman, que já foi considerado um dos empresários mais ricos de Israel, foi declarado falido em 2016. Black Cube descobriu que Fishman possuía ativos e propriedades ocultas em toda a Europa, principalmente na Alemanha, através de entidades legais, fiduciários e representantes. Essas descobertas foram baseadas em complexas buscas por ativos e reuniões secretas com o agente fundiciário alemão da Fishman e outros associados.

### Projetos na América Latina e Africa

#### Projetos no Panamá
Publicado pela primeira vez pelo El Mundo em 2019, Black Cube descobriu novamente provas de suborno e corrupção (anteriormefnte na Itália) entre o advogado Janio Lescure do Panamá e vários juízes e magistrados do país, incluindo o juiz Oydén Ortega da Suprema Corte. A Black Cube conseguiu audios de Lescure admitindo seus estreitos relacionamentos com juizes, funcionários estaduais e mafiosos, bem como sua capacidade de controlar veredictos da corte, ignorar inspeções de atividades ilegais e evitar o pagamento de impostos. 

#### Projetos no Brasil

##### Caso Vale
Em maio de 2020, a Black Cube apresentou no tribunal de Nova York, em nome de Beny Steinmetz, com provas de que a empresa brasileira Vale SA reteve informações críticas sobre uma licença de mineração na Guiné obtida por Steinmetz. Durante quatro meses de operação, a Black Cube reuniu gravações com altos executivos da Vale. Os executivos admitiram que presumiram que a licença de mineração de Steinmetz emitida pelo governo guineense foi obtida ilegalmente quando a Vale celebrou o contrato com a Steinmetz, contrariando uma sentença arbitral de US$ 1,8 bilhão a favor da Vale. Como resultado, a Vale desistiu de sua ação contra Steinmetz buscando fazer valer a sentença.

##### Caso Veronezi
Agentes do Black Cube se passando por representantes de um grupo empresarial estrangeiro gravaram membros da Câmara Municipal de Guarulhos e outros ex-funcionários atestando que o poderoso império empresarial da família Veronezi estava controlando assuntos regulatórios nos bastidores e subornando funcionários para impedir a entrada de concorrentes, inclusive instigando um assédio campanha e uma investigação contra a empresa israelense Gazit. Os funcionários admitem que podem proteger novos negócios que entram no mercado em troca de “incentivos pessoais”.

#### Projetos na Angola
Os agentes do Black Cube, fazendo-se passar por investidores estrangeiros, "gravaram membros da elite política e empresarial de Angola, que revelaram a existência de uma força-tarefa do governo dedicada a atingir Isabel dos Santos, usando recursos estatais Dos Santos, uma vez a mulher mais rica da África e filha do ex-presidente presidente José Eduardo dos Santos, teve centenas de milhões de dólares em bens confiscados pelo governo angolano e foi forçado a fugir do país devido a ameaças.

## Conselho Consultivo Internacional
- Meir Dagan (falecido) - Ex-chefe do Mossad, Presidente Honorário do Conselho.[29]
- Efraim Halevy - Ex-chefe do Mossad, chefiava o Conselho de Segurança Nacional e o Centro Universitário Hebraico de Estudos Estratégicos.[29][30]
- Yohanan Danino - Ex-Comissário de Polícia de Israel, serviu como presidente do Migdal Insurance Group.[29]
- Major General Giora Eiland - Ex-chefe do Conselho de Segurança Nacional de Israel, chefiava o Departamento de Operações do IDF (Exército de Defesa de Israel) e o Departamento de Planejamento do IDF.[29]
- Professor Asher Tishler - Presidente do College of Management Academic Studies.[29]
- Brigadeiro-General Mati Leshem - Ganhador do Prêmio de Defesa de Israel de 1997.[29]
- Paul Reyniers - Ex-sócio da Price Waterhouse e autor do GARP (Generally Accepted Risk Principles).[29]
- Itiel Maayan - Membro do Conselho Consultivo de Clientes da Microsoft.[29]
- Tenente-Coronel Golan Malka - Ex-Vice-Presidente de Marketing e Desenvolvimento de Negócios da NICE Systems.[29]